# Rock 'n Roll (låt)
Denna artikel handlar om låten "Rock 'n Roll". För andra betydelser, se Rock'n'roll (olika betydelser).
"Rock 'n Roll" är en låt av den svenska rockgruppen The Sounds. Den var fjärde och sista singel från gruppens debutalbum Living in America, 2002. Singeln, som släpptes 22 april 2003, har uppnått  27:e placering på den svenska singellistan. På Trackslistan blev låten gruppens första etta 31 maj 2003. Man har också spelat in en officiell video till låten.
Låtarna "Rock n roll" och "Dance with me" var med som officiellt soundtrack till filmen "Final Destination 2".

## Låtlista
Låtarna skrivna av The Sounds.
1. "Rock 'n Roll" (Single Version) – 3:52
2. "Rock 'n Roll" (Dance Version) – 5:50

## Listplaceringar
| Listor (2003)        | Högsta placering |
| -------------------- | ---------------- |
| Svenska singellistan | 27               |